# Berner (Familienname)
Berner ist ein deutscher Familienname.

## Namensträger
- Albert Berner (* 1935), deutscher Unternehmer
- Albert Friedrich Berner (1818–1907), deutscher Strafrechtswissenschaftler
- Alexander Berner (Skeletonpilot) (1901–nach 1928), Schweizer Skeletonpilot
- Alexander Berner (* 1966), deutscher Filmeditor
- Alfred Müller-Berner (1907–1979), deutscher Motorenbauer
- Anne-Catherine Berner (* 1964), finnische Politikerin
- Bernd Berner (1930–2002), deutscher Maler und Grafiker
- Bruno Berner (* 1977), Schweizer Fußballspieler
- Carl Berner (1841–1918), norwegischer Politiker
- Carl Berner (Ruderer) (1913–nach 1936), dänischer Ruderer
- Charles Berner (1929–2007), kalifornischer Kommunikationswissenschaftler
- Christian Friedrich von Berner, preußischer Oberst und Chef des Garnisonsregiments Nr. 5
- Christoph Berner (* 1976), deutscher evangelischer Theologe
- Dierk Berner (* 1957), deutscher Immobilienkaufmann und Handballspieler
- Dieter Berner (* 1944), deutscher Regisseur, Drehbuchautor und Schauspieler
- Ditherich Berner (vor 1308–nach 1315), Bürgermeister von Dresden, siehe Berner (Ratsherrngeschlecht)
- Dörte Berner (* 1942), namibische Bildhauerin, Zeichnerin und Grafikerin
- Elisabeth Berner (* 1957), deutsche Germanistin und Spezialistin für das Niederdeutsche im Land Brandenburg
- Ernest Berner (1904–1966), Schweizer Jazzmusiker und Publizist
- Ernst Berner (1853–1905), deutscher Archivar und Historiker
- Erwin Berner (1953–2023), deutscher Autor und Schauspieler
- Felix Berner (1738–1787), österreichischer Schauspieldirektor
- Felix von Berner (1842–1923), deutscher Architekt
- Fred Berner, US-amerikanischer Filmproduzent und Regisseur
- Friedrich Berner (1904–1945), deutscher Radiologe und SS-Arzt
- Friedrich Wilhelm Berner (1780–1827), deutscher Kirchenmusiker und Kirchenliedkomponist
- Fritz Berner (* 1951), deutscher Bauingenieur und Ordinarius
- Geoff Berner (* 1971), kanadischer Sänger und Akkordeonspieler aus Vancouver
- Gottlieb Ephraim Berner (1671–1741), deutscher Mediziner
- Hagbard Berner (1839–1920), norwegischer Politiker und Redakteur
- Hans Berner (Bürgermeister) (1357)
- Hans Berner (Landrat) (1885–1962), Landrat von Goldap (1921–1931), Polizeipräsident in Königsberg (1932–1933)
- Hans Berner (Pädagoge) (* 1954), Schweizer Erziehungswissenschaftler und Hochschullehrer
- Hans Berner (Historiker) (* 1954), Schweizer Historiker und Bibliothekar
- Hans-Günter Berner (?–2007), deutscher Physiker, Unternehmer und Autor
- Heinrich Berner (Münzmeister) († nach 1438), deutscher Münzmeister
- Heinrich Berner (Stadtältester) (1793–1871), Stadtältester von Berlin
- Heinrich Berner (Bildhauer) (1844–1919), deutscher Bildhauer
- Heinrich Berner (* 1958), deutscher Autor, Rezitator, Vortragsredner, Pädagoge und Herausgeber, siehe Rainer Kaune
- Heinz Berner (1917–nach 1952), deutscher Fußballspieler
- Helene Berner (1904–1992), Referentin des Außenministers der DDR
- Herbert Berner (Archivar) (1921–1992), Historiker, Archivar und Heimatforscher
- Horst Berner (1927–2019), deutscher Tierarzt und Hochschullehrer
- Inge Berner (1922–2012), deutsche Widerstandskämpferin und NS-Opfer
- Jan-Philipp Berner (* 1988), deutscher Koch
- Johann Adam Berner (1723–1768), deutscher Orgelbauer
- Josef Berner (1755–1837), deutscher Mediziner
- Karl Berner (Dichter) (1863–1941), deutscher Dichter
- Karl Berner (Mediziner) (1888–1971), deutscher Mediziner
- Kurt Berner (1914–nach 1950), deutscher Fußballspieler
- Ludwig Berner (1794–1857), Schweizer Politiker und Richter
- Ludwig Berner (Jurist) (1912–2000), deutscher Jurist

- Maria Berner (1904–2000), österreichische Widerstandskämpferin

- Max Berner (Jurist) (1855–1935), deutscher Richter und Mitglied des Kolonialrats

- Max Berner (* 1978), österreichischer Kameramann, Musiker und Multimediakünstler
- Olaf Berner (* 1949), deutscher Lehrer und Handballspieler
- Örjan Berner (* 1937), schwedischer Schriftsteller, Diplomat und Botschafter
- Otto Berner (1876–nach 1935), deutscher Ingenieur und Unternehmer
- Peter Berner (vor 1380–nach 1396), Stadtschreiber und Bürgermeister von Dresden, siehe Berner (Ratsherrngeschlecht)
- Peter Berner (1924–2012), österreichischer Neurologe und Psychiater
- Ralph Berner (* 1968), deutscher Radsportler
- Reinhard Berner (Leichtathlet) (* 1959), deutscher Leichtathlet (Behindertensportler)
- Reinhard Berner (Mediziner) (* 1963), deutscher Pädiater und Hochschullehrer
- Robert A. Berner (1935–2015), US-amerikanischer Geowissenschaftler
- Rotraut Susanne Berner (* 1948), deutsche Grafikerin und Illustratorin
- Sophie Berner (* 1984), deutsche Sängerin, Schauspielerin und Musicaldarstellerin
- Timo Berner (* 1966), deutscher Radrennfahrer
- Ulrich Berner (* 1948), deutscher evangelischer Theologe
- Urs Berner (* 1944), Schweizer Schriftsteller
- Ursula Berner (* 1971), österreichische Politikerin (Grüne)
- Theodericus Berner (vor 1301–nach 1308), Bürgermeister von Dresden, siehe Berner (Ratsherrngeschlecht)
- Wolfgang Berner (* 1944), österreichischer Psychiater
- Wolfram Berner (* 1978), deutscher Archivar und Historiker
- Yannick Berner (* 1992), Schweizer Betriebswirt und Politiker